# ダオ・ズイ・アイン
ダオ・ズイ・アイン （ベトナム語:Đào Duy Anh / 陶維英、1904年4月25日 – 1988年4月1日）はベトナムを代表する学者で、史学、地理学、辞書学、文化研究、民間文学などの研究で知られる。

## 生涯

### 青年期
ダオ・ズイ・アインは1904年4月25日にタインホア省で生まれた。彼の家はもともとハタイ省タインオアイ県タータインオアイ社（現在のハノイ中央直轄都市タインオアイ県内）におり、祖父の代にタインホア省ノンコン県チュンチン社（xã Trung Chính, huyện Nông Cống, tỉnh Thanh Hóa）に移り住んだ。1923年にフエの国学を卒業してタインチュン(Thành chung、中学卒業）の資格を取得したのち、フランス植民地政府の公職には就かず、クアンビン省のドンホイ小学校で教鞭を執った。彼は、1925年のファン・ボイ・チャウの恩赦を求める運動やファン・チュー・チンの埋葬（1926年）といった、当時盛り上がりを見せていた愛国運動の影響を受けた。1925年末、彼はハノイからフエに向かうファン・ボイ・チャウを迎える「クアンチ・ドンホイ会」に参加した。

### 歴史学への道
1926年、彼は教職を辞してサイゴンに行くためにダナンに入った。ダナンへの途上、彼は普光寺に軟禁されているファン・ボイ・チャウに面会し、クアンナム省では中圻民表院（Viện Dân biểu Trung Kỳ 、Chambre des Représentants du Peuple de l'Annam）の代表であるフイン・トゥック・ハンHuỳnh Thúc Khángと会った。アインはハンを助けて「ティエンザン（民の声）」紙を作り編集員になった。彼は1926年にベトナム革命党に参加し、次いで同党が新越革命党と改称した際（1928年7月）に総書記になった。
1928年、「観海叢書Quan hải tùng thư」を立ち上げて、ヴォー・リエム・ソンVõ Liêm Sơn、チャン・ディン・ナムTrần Đình Nam、ファン・ダン・ルーPhan Đăng Lưuといった知識人と協力して科学思想や唯物史観を紹介する啓蒙書を出版した（『経済学説史』『婦人運動』『人類史』『宗教とは何か？社会とは何か？民族とは何か？』など）。この時期に彼はヴェタック（Vệ Thạch：精衛という伝説上の鳥の意）という號を使うようになった。
1929年7月、政権に逮捕されて1930年初頭まで収監される。以降、辞書学から文化の研究に関心を移し、文化・文学・歴史の研究を開始した。8月革命の後、ダオ・ズイ・アインは文科大学史学科で教えるよう招かれた。1946年の全国文化大会では運動委員となった。抗仏戦争期には第4戦区（Liên khu IV）の文芸支会で活動した。

### 1950年から1988年までの主な活動
1950年、ベトバックに招かれて教育省の文学芸術局で史地班の長になる。
1952年、タインホア省に行って大学準備校で教鞭を執る。1954年にハノイに戻り、師範大学と文科大学で教える。
1956年、ハノイ総合大学（現・ベトナム国家大学ハノイ校）が開学し、ベトナム古代史部門の主任に就任。1958年まで務める。
同年、月刊誌「ニャンヴァン（人文）」第5号（11月20日）誌上に自由化と民主化の問題についてインタビューが掲載される。（ニャンヴァン・ザイファム事件）
1958年、教育省に移り、1960年には史学院に移った。以来、教育の場を離れて研究に集中した。1965年に退職したが1988年まで研究を続けた。 
1988年4月1日、ハノイで84歳で死去。

### 主な栄誉
彼はラルース百科事典に掲載された数少ないベトナム人の一人で、現代の百科全書派とされる。
2000年に社会科学分野でホーチミン賞を追贈された。ホーチミン市フーニャン区とハノイ市ドンダー区に彼の名を冠した通りがある。

## 研究業績
30以上のテーマで研究・古典の翻訳を行い、1927年以降に60冊以上の書籍が刊行された。

### 辞典
- Hán - Việt từ điển （漢越詞典、1932年）
- Pháp - Việt từ điển （仏越詞典、1936年）
- Từ điển Truyện Kiều （金雲翹辞典、1965年完成、74年出版）

### 教科書・研究書
- Việt Nam văn hóa sử cương （ベトナム文化史綱、1938年）
- Khổng giáo phê bình tiểu luận （儒教批判小論、1938年）
- Trung Hoa sử cương （中華史綱、1942年）
- Khảo luận về Kim Vân Kiều （金雲翹研究、1943年）
- Lịch sử Việt Nam （ベトナム史、大学の教科書、1956年）
- Cổ sử Việt Nam （ベトナム古代史、大学の教科書、1956年）
- Lịch sử cổ đại Việt Nam （ベトナム古代史、1957年、全4巻：ベトナム民族の始まり、安陽王と甌雒国の問題、青銅器文化と雒越、封建制への過渡期）
- Vấn đề hình thành của dân tộc Việt Nam （ベトナム民族形成問題、1957年）
- Lịch sử Việt Nam từ nguồn gốc đến thế kỷ XIX （原始から19世紀までのベトナム史、全2巻、1958年）
- Đất nước Việt Nam qua các đời （各時代のベトナムの疆域、1964年）
- Chữ Nôm, nguồn gốc, cấu tạo và diễn biến （チュノム：淵源・構造・展開、1975年）

### 史料校訂・翻訳・注解
- Lịch triều hiến chương loại chí[1] （歴朝憲章類誌、1961 – 1962）
- Đại Nam thực lục[2] （大南寔録、1962 – 1977）
- Phủ biên tạp lục[3] （撫邊雜録、1964)
- Đại Việt sử ký toàn thư[4] （大越史記全書、1967 – 1968）
- Đại Nam nhất thống chí[5] （大南一統志、1969 – 1971）
- Binh thư yếu lược [6] （兵書要略、1970）
- Gia Định thành thông chí [7] （嘉定城通志）
- Nguyễn Trãi toàn tập （阮廌全集、1969）
- Khóa hư lục[8] （課虚録、1974）
- Sở từ （楚辞、1974）
- Truyện Hoa Tiên[9] （華箋伝、1978）
- Thơ chữ Hán Nguyễn Du" （阮攸漢詩集、1988）
- このほか、『詩経』『道徳経』および老子の学説についての訳注があるが、未公刊である。

### その他
- Nhớ nghĩ chiều hôm （回想録、1989年出版）

## 主要な功績

### 学術研究
現代ベトナムの人文・社会科学建設に貢献した一人であり、ダオ・ズイ・アインは多くの分野に貢献している。彼は現代ベトナムの辞書学の基礎を作った。文化や文学研究では、彼の『ベトナム文化史綱』はグエン・ヴァン・フエンの『安南の文明』（La Civilization Annamite, 1944）と並んで、現代ベトナムにおける科学的な文化研究の形成に対して基礎を与えた科学的研究である。

### 歴史学
歴史学においては、自身の長年の蓄積に加えて海外の科学的研究を参照し、ベトナム史に関する基礎的な諸問題の研究を行った。前近代史における時代区分、民族の淵源、奴隷所有制度、封建制の問題、ベトナム民族形成史などである。